# Chlorops centromaculatus
Chlorops centromaculatus är en tvåvingeart som först beskrevs av Oswald Duda 1933.  Chlorops centromaculatus ingår i släktet Chlorops och familjen fritflugor. Arten är reproducerande i Sverige. Inga underarter finns listade i Catalogue of Life.